# 李子芬
李子芬（1902年9月—1935年12月）。湖北省黄梅县人。曾用名李泽萍、李次芬、孙季夫、孙子芬、李自芬、刘树清。中国共产党早期领导人。

## 生平
李子芬出生贫民家庭。1909年就读于私塾。1914年，考入黄梅县县立八角亭高等小学。1920年，考入苏州工业学校，曾就读于南京农林讲习所，参加学生运动。1923年加入中国社会主义青年团。同年夏回到家乡从事革命活动，与陆续回县的旅沪、旅宁学生发起组织“青年读书会”和“平民教育促进会”，被推为这两个组织的负责人。1923年底，黄梅县第一个社会主义青年团小组成立，任小组长，同年加入中国共产党。1924年8月，成立中共黄梅党小组，任组长。1925年3月，中共黄梅特别支部和青年团黄梅特别支部同时成立，任党团特别支部委员会书记。在此前后参与创办“少年黄梅学会”，出版《少年黄梅》刊物；同时组织“青年励志社”、“工商友协”、“农民进德会”等团体。
1925年夏，中共武昌地方执行委员会成立，李子芬当选为执行委员，并任青年运动委员会书记。1925年7月起，出任中国社会主义青年团武昌地方执行委员会代理书记；9月至12月，任青年团武昌地方执行委员会组织负责人。1925年12月至1926年9月，任青年团武汉地方执行委员会委员、组织部负责人。1926年10月，共青团湖北省执行委员会成立，李子芬任组织部部长兼汉口市团委书记。1927年春，李子芬组织青年参加收回汉口英租界的人民斗争。1927年4月，他参加中国共产党第五次全国代表大会，但代表资格尚未完全确定。5月，出席中国共青团第四次代表大会，代表团中央作组织工作报告，当选为共青团中央执委会委员。
国共合作失败后，李子芬以共青团中央代表身份出席八七会议。1927年8月至1928年7月，他任中国共青团中央委员、组织部部长，协助书记关向应领导恢复发展全国各地团的组织，组织开展转入地下的青年运动。1927年10月上旬，团中央迁回上海。1928年夏，李子芬赴苏联，6月作为共青团的正式代表出席中国共产党第六次全国代表大会，会议期间代号为27号。担任大会代表资格审查委员会委员，会后当选为中共第六届中央候补委员。1928年7月，参与主持在莫斯科召开的召开中国共产主义青年团第五次代表大会，继续当选为团中央委员，仍任团中央组织部部长。会后回到上海，开展秘密地下工作。
1928年10月至1930年9月，李子芬任《布尔什维克》编辑委员会委员。1929年6月起，任中共顺直省委员会常务委员、组织负责人。1930年3月，被党中央派到奉天，接替刘少奇任中共满洲省委书记兼宣传部部长。4月，因推行激进的左倾主义思想，省委机关遭破坏，他也因此被捕。在狱中，李子芬组织中共干事会任书记，领导狱里400余人举行年关斗争。1931年九一八事变后获释，奉命回到上海参加党中央机关工作。1932年春，遭王明排挤，奉调安徽，任中共安徽合肥中心县委宣传部部长，负责指导安徽省城市地下斗争，并组织开展农村武装斗争。1932年8月，被当局逮捕，关押在安徽省第一监狱，曾秘密组织绝食斗争取得胜利。1933年1月，被判处无期徒刑。1935年12月，李子芬因病重，在狱中逝世。